# زولتان توث
زولتان توث (بالمجرية: Tóth Zoltán)‏ هو لاعب كرة قدم مجري في مركز الوسط، ولد في 12 يوليو 1983 في سكسارد في المجر. لعب مع Kozármisleny SE ‏.